# Броћ
Броћ (Rubia) је род дикотиледоних скривеносеменица из истоимене фамилије (Rubiaceae). Обухвата 38 врста, од којих је најпознатија Rubia tinctorum (народна имена: обични броћ, броћ). Ареал распрострањења рода обухвата тропске и суптропске пределе Африке, Азије, Америке и Медитерана.
Назив рода потиче од латинског придева ruber (црвен), јер се корен биљака обичног броћа користи за добијање црвене боје за бојење текстила, најчешће вуне.

## Опис биљака
Броћеви су вишегодишње зељасте или полу-дрвенасте пењачице или пузавице, најчешће са зимзеленим листовима. Цветови су хермафродитни, сакупљени у цимозне цвасти које израстају из лисних пазуха. Чашични листићи не постоје, а круничних је 4—5. Плод броћа је сочна бобица.

## Најпознатије врсте рода
- -{Rubia akane
- Rubia angustifolia L.
- Rubia chinensis Regel & Maack
- Rubia chitralensis Ehrend.
- Rubia cordata Thunb
- Rubia cordifolia L.
- Rubia cretacea Pojark.
- Rubia deserticola Pojark.
- Rubia dolichophylla Schrenk
- Rubia florida Boiss.
- Rubia fruticosa
- Rubia jesoensis (Miq.) Miyabe & Miyake
- Rubia komarovii Pojark.
- Rubia krascheninnikovii Pojark.
- Rubia laevissima Tscherneva
- Rubia laxiflora Gontsch.
- Rubia pavlovii Bajtenov & Myrz.
- Rubia peregrina L.
- Rubia rechingeri Ehrend.
- Rubia regelii Pojark.
- Rubia rezniczenkoana Litv.
- Rubia rigidifolia Pojark.
- Rubia schugnanica B.Fedtsch. ex Pojark.
- Rubia sikkimensis Kurz
- Rubia syrticola Miq.
- Rubia tatarica (Trevir.) F.Schmidt
- Rubia tibetica Hook.f.
- Rubia tinctorum L. (обични броћ)
- Rubia transcaucasica Grossh.
- Rubia yunnanensis (Franch. ex Diels) Diels}-